# Andrés D'Alessandro
Andrés Nicolás D'Alessandro, född 15 april 1981 i La Paternal, Buenos Aires, är en argentinsk fotbollsspelare som spelar för Nacional. Han har tidigare bland annat spelat i spanska Real Zaragoza, tyska VfL Wolfsburg och brasilianska Internacional. Han är mest känd för sina dribblingar och sin passningsförmåga.

## Karriär
D'Alessandro blev utsedd till Sydamerikas bästa fotbollsspelare 2010. 
I januari 2021 värvades D'Alessandro av uruguayanska Nacional.